# Резерв (Нью-Мексико)
Резерв (англ. Reserve) — деревня в штате Нью-Мексико (США). Административный центр округа Катрон. В 2010 году в деревне проживали 289 человек.

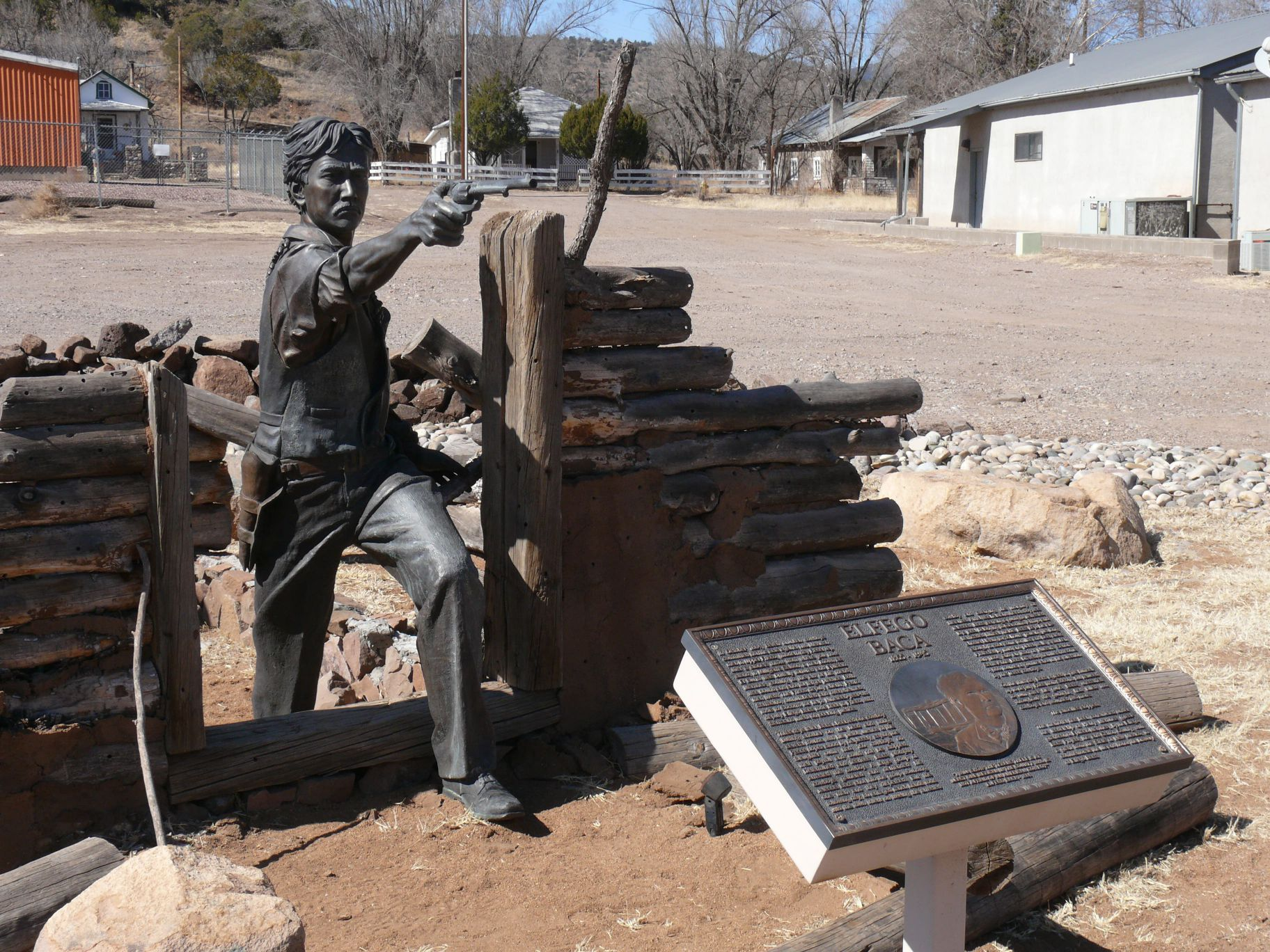
Памятник Эльфего Баке

## Географическое положение
Деревня находится на реке Сан-Франсиско в национальном лесе Гила в 25 км от границы штата с Аризоной. По данным Бюро переписи населения США Резерв имеет площадь 1,4 квадратных километров.

## История
В 1860-х поселенцы из Мексики основали несколько деревень на реке Сан-Франциско: Аппер, Доуэр и Мидл-Сан-Франциско-Плаца. В 1870-х в поселения начали приезжать английские поселенцы, которые переименовали Аппер-Сан-Франциско-Плаца в Миллиган-Плаца. В 1884 году в посёлке произошло столкновение Эльфего Баки с бандой ковбоев.

## Население
| Год переписи | Нас. |  | %±     |
| ------------ | ---- |  | ------ |
| 1980         | 439  |  | —      |
| 1990         | 319  |  | −27,3% |
| 2000         | 387  |  | 21,3%  |
| 2010         | 289  |  | −25,3% |
| 2016         | 276  |  | −4,5%  |

По данным переписи 2010 года население Резерва составляло 289 человек (из них 54,7 % мужчин и 45,3 % женщин), в городе было 145 домашних хозяйств и 82 семьи. Расовый состав: белые — 87,5 %. 40,5 % имеют латиноамериканское происхождение.
Население города по возрастному диапазону по данным переписи 2010 года распределилось следующим образом: 20,8 % — жители младше 18 лет, 0,3 % — между 18 и 21 годами, 52,9 % — от 21 до 65 лет и 26,0 % — в возрасте 65 лет и старше. Средний возраст населения — 49,9 лет. На каждые 100 женщин в Резерве приходилось 120,6 мужчин, при этом на 100 совершеннолетних женщин приходилось уже 110,1 мужчин сопоставимого возраста.
Из 145 домашнего хозяйства 56,6 % представляли собой семьи: 39,3 % совместно проживающих супружеских пар (13,1 % с детьми младше 18 лет); 9,7 % — женщины, проживающие без мужей и 7,6 % — мужчины, проживающие без жён. 43,4 % не имели семьи. В среднем домашнее хозяйство ведут 1,99 человека, а средний размер семьи — 2,63 человека. В одиночестве проживали 40,7 % населения, 21,4 % составляли одинокие пожилые люди (старше 65 лет).

## Экономика
В 2016 году из 478 человек старше 16 лет имели работу 148. При этом мужчины имели медианный доход в 32 422 доллара США в год против 28 125 долларов среднегодового дохода у женщин. В 2016 году медианный доход на семью оценивался в 30 568 $, на домашнее хозяйство — в 25 924 $. Доход на душу населения — 12 425 $ в год. 34,3 % от всего числа семей в Резерве и 60,6 % от всей численности населения находилось на момент переписи за чертой бедности.